# El Granado
El Granado település Spanyolországban, Huelva tartományban. El Granado El Almendro, Villanueva de los Castillejos, Sanlúcar de Guadiana, Mértola és Alcoutim községekkel határos. Lakosainak száma 493 fő (2024).

## Népesség
A település népessége az utóbbi években az alábbiak szerint változott:
| Lakosok száma | 653  | 624  | 618  | 573  | 567  | 557  | 525  | 516  | 517  | 493  |
|               | 2001 | 2004 | 2006 | 2009 | 2011 | 2014 | 2016 | 2019 | 2021 | 2024 |